# Gregor Schmidinger

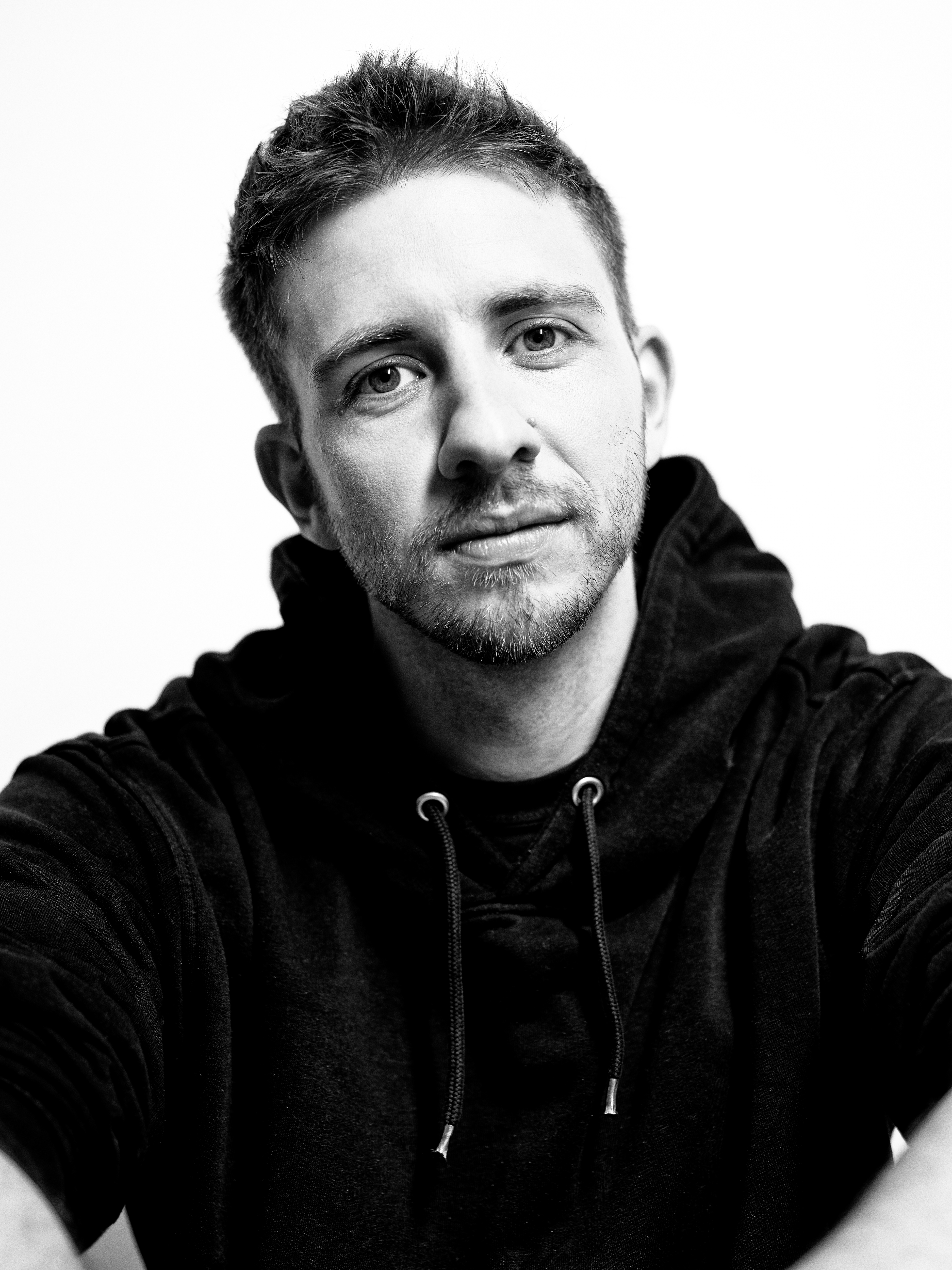
Gregor Schmidinger, 2009

Gregor Schmidinger (* 16. April 1985 in Linz) ist ein österreichischer Regisseur, Drehbuchautor und Podcaster. Er ist für seinen Spielfilm Nevrland (2019) und seine Kurzfilme The Boy Next Door (2008) und Homophobia (2012) bekannt.

## Leben
Schmidinger studierte „Digitales Fernsehen“ an der Fachhochschule Salzburg. Er schrieb seine Diplomarbeit über Transmedia Storytelling und studierte danach Drehbuchschreiben an der University of California in Los Angeles.
Schmidingers Filme setzen sich kritisch mit LGBT-Themen auseinander, so seine Kurzfilme The Boy Next Door (2008) und Homophobia (2012). Eine Inspiration für Homophobia war der Selbstmord von Jamey Rodemeyer im Jahre 2011, der darauf zurückgeführt wurde, dass Rodemeyer für seine Homosexualität massivem Cyberbullying ausgesetzt war. Der Film hatte auf YouTube 4,6 Millionen Aufrufe bis Februar 2020 erreicht.
Sein erster Spielfilm Nevrland hatte Premiere auf dem Filmfestival Max Ophüls Preis in Saarbrücken. Schmidinger gewann den Preis der Jugendjury. Der Hauptdarsteller Simon Frühwirth gewann den Preis für besten Schauspielnachwuchs.
Schmidinger ist Mitgründer des Porn Film Festival Vienna (PFFV), das versucht, Feminismus, genderqueere Theorie, Kunst und Pornografie zusammenzubringen. Er ist Mitglied des Verbands Filmregie Österreich und des Verbands österreichischer Drehbuchautoren.
Schmidinger produziert und moderiert einen Podcast, der sich mit der schwulen Kultur in Wien beschäftigt, mit dem Titel "Warme Brüder".

## Filmografie
- 2008: The Boy Next Door (Kurzfilm)
- 2012: Homophobia (Kurzfilm)
- 2019: Nevrland (Spielfilm)

## Ehrungen und Auszeichnungen
- 2019: 40. Filmfestival Max Ophüls Preis: Preis der Jugendjury für Nevrland
- 2019: Thomas-Pluch-Drehbuchpreis (Spezialpreis der Jury) für Nevrland[16]
- 2019: TLVFest: Best International Narrative für Nevrland
- 2019: Filmfestival Kitzbühel: Bester Spielfilm für Nevrland
- 2019: Heimatfilmfestival: Preis der Jugendjury für Nevrland